# Линцгау
Линцгау (на немски: Linzgau; на латински: pago Linzgauvia) е историческо-географски регион в Южна Германия, ранносредновековно гау-графство в Южен Баден-Вюртемберг през 6 век. На юг граничи с Боденското езеро. Името му идва от келтското наименование на река Ленция (лат. Lentia).
През 1135 г. графовете фон Хайлигенберг получават територията Линцгау, през 1277 г. графовете фон Верденбег и 1535 г. Фюрстенбергите. Постепенно името Линцгау е сменено с името  Графство Хайлигенберг. През 19 век голяма част от бившия Линцгау отива към Великото херцгогство Баден.